# 梅克西鄉
58°13′N 27°26′E / 58.217°N 27.433°E

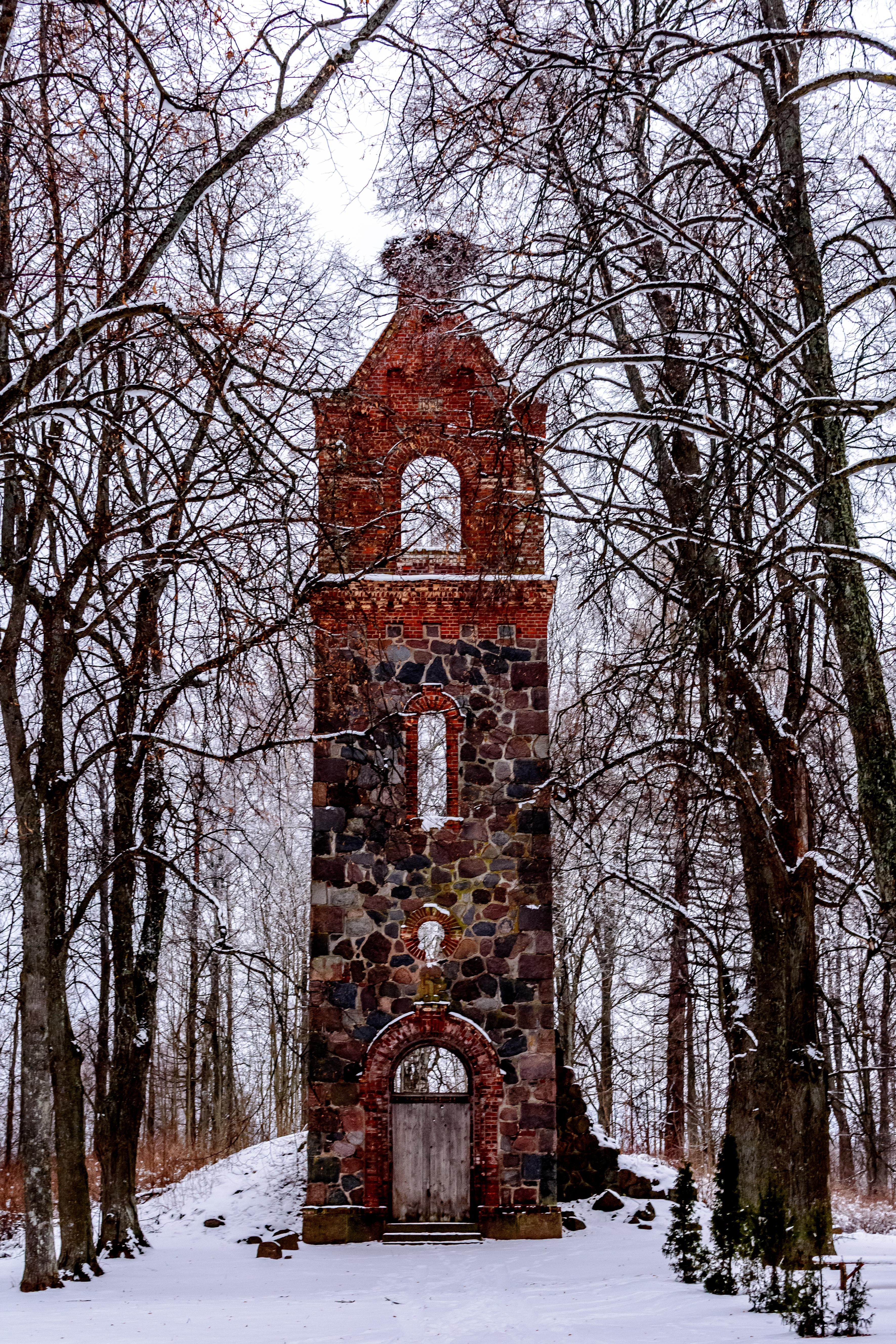
梅希科尔马教堂

梅克西鄉，曾是愛沙尼亞塔爾圖縣的一個鄉村型市镇，位於該國東南部，行政中心設於梅克西，面積144平方公里，2012年人口648，人口密度每平方公里5人。
2017年爱沙尼亚行政改革后，梅克西市镇的大部分与珀爾瓦縣的其他市镇合并为新的赖皮纳市镇，从而隶属珀爾瓦縣：有两个村庄则留在塔尔图县，和其他市镇一起合并为新的卡斯特雷市镇。